# Paraphylax nigrifacies
Paraphylax nigrifacies är en stekelart som först beskrevs av Setsuya Momoi 1966.  Paraphylax nigrifacies ingår i släktet Paraphylax och familjen brokparasitsteklar. Inga underarter finns listade i Catalogue of Life.